# Kloster Langonnet
Das Kloster Langonnet (Langonium) ist eine ehemalige Zisterzienserabtei in der Gemeinde Langonnet im Département Morbihan, Region Bretagne, in Frankreich, etwa 32 km nördlich der Stadt Quimperlé und 6 km östlich von Langonnet, am Ufer des Flusses Ellé in der Nähe einer Römerstraße.

## Geschichte
Das Kloster wurde 1136 von Conan III., dem Herzog der Bretagne, auf Bitten seiner Mutter Ermengarde gestiftet und mit Mönchen aus dem Kloster L’Aumône besetzt. Damit gehörte es der Filiation des Mutterklosters Citeaux an. Von Langonnet wurde 1177 das Tochterkloster St-Maurice-de-Carnoët gegründet, dessen erster Abt, der später heiliggesprochene Maurice Duault, aus dem Kloster Langonnet kam. 1255 wurde das Kloster Lanvaux, eine Tochter von Kloster Bégard, der Abtei unterstellt. In den Religionskriegen hatte das Kloster zu leiden. Nach dreijähriger Abwesenheit kehrten die Mönche 1598 in die zur Ruine gewordene Abtei, die in der Folgezeit wieder aufgebaut wurde, zurück. Das Kloster fand 1790 in der französischen Revolution sein Ende. 1793 wurde es zu einem Stützpunkt der Chouans. 1806 wurde ein Gestüt eingerichtet. 1858 zogen die Pères du Saint Esprit ein, die ein Missionsseminar einrichteten, das später zu einem Altersheim für Missionare wurde.

## Bauten und Anlage
Von der mittelalterlichen Abtei hat sich nur der gotische, kreuzgratgewölbte zweisäulige Kapitelsaal aus dem 13. Jahrhundert erhalten, der sich mit einer auf beiden Seiten von je zwei gotischen Fenstern mit Blattkapitellen flankierten Tür auf den Kreuzgang öffnet. Die übrigen Gebäude stammen vom Wiederaufbau aus der Zeit um 1750. Die Kirche wurde erst 1788 vollendet.